# Colworth House
Colworth House är en 1800-talsbyggnad i det engelska grevskapet Bedfordshire. Huset köptes av Unilever i november 1947 och utrustades därefter till laboratorium.